# Marcelo Ferreira Duarte
 Marcelo Ferreira Duarte Guimarães  (Salvador, 20 de agosto de 1931 — 28 de maio de 2020) foi um advogado, professor universitário e político brasileiro. Foi vice-prefeito de Salvador após a ditadura militar entre 1986 e 1988 e 2005 e 2008, e também foi deputado estadual da Bahia, de 1967 a 1969.

## Biografia
Natural de Salvador, era filho do escritor e jurista Nestor Duarte e pai do político homônimo, Nestor Duarte.
Formou-se em direito pela Universidade Federal da Bahia em 1954, em cuja faculdade de direito militou politicamente presidindo o Centro Acadêmico Rui Barbosa, e doutorando-se em 1958 em Direito Público; lente de Direito Constitucional desta instituição, foi ainda seu vice-diretor.
Foi eleito deputado estadual entre 1967-71, pelo antigo MDB, tendo sido cassado pelo AI-5. Em depoimento à Comissão da Verdade da Assembleia Legislativa da Bahia, Duarte e seus familiares atribuíram suas duas prisões e cassação a Antônio Carlos Magalhães que, assim, perseguia seus opositores.
Pelo PSDB, foi novamente vice-prefeito de Salvador, entre 2005 e 2008, na gestão de João Henrique Carneiro.
Marcelo foi o primeiro vice-prefeito eleito de Salvador após a ditadura militar de 1964, durante a qual foi preso político e cassado no mandato de deputado estadual. Exerceu novamente o cargo entre 1985-88, na gestão de Mário Kertész.

## Morte
Morreu no dia 28 de maio de 2020, aos 88 anos. Em 2019 sofreu um acidente vascular cerebral, ficando desde então internado num hospital particular da capital onde contraiu uma pneumonia que lhe foi fatal.